# 이바구 스튜디오
《이바구 스튜디오》는 KNN 러브FM(부산 FM 105.7MHz, 양산 FM 88.5MHz, 기장/정관 FM 89.3MHz, 창원/김해/거제 FM 90.9MHz, 진주 FM 98.7MHz)에서 매일 저녁 6시 5분부터 저녁 8시까지 방송되었던 라디오 시사 프로그램이다.

## 진행자
- 김민정